# Sitsajärvet (Jukkasjärvi socken, Lappland, 753700-174158)
Sitsajärvet är en sjö i Kiruna kommun i Lappland och ingår i Torneälvens huvudavrinningsområde. Sjön har en area på 0,128 kvadratkilometer och ligger 327 meter över havet. Sjön avvattnas av vattendraget Kulijoki.

## Delavrinningsområde
Sitsajärvet ingår i det delavrinningsområde (753785-174004) som SMHI kallar för Mynnar i Vittangiälven. Medelhöjden är 337 meter över havet och ytan är 25,46 kvadratkilometer. Räknas de 3 avrinningsområdena uppströms in blir den ackumulerade arean 44,58 kvadratkilometer. Kulijoki som avvattnar avrinningsområdet har biflödesordning 3, vilket innebär att vattnet flödar genom totalt 3 vattendrag innan det når havet efter 334 kilometer. Avrinningsområdet består mestadels av skog (81 procent) och sankmarker (17 procent). Avrinningsområdet har 0,4 kvadratkilometer vattenytor vilket ger det en sjöprocent på 1,6 procent.